# Akiko Morigami
Akiko Morigami, född 12 januari 1980 i Osaka, Japan, är en japansk högerhänt professionell tennisspelare.

## Tenniskarriären
Akiko Morigami blev professionell spelare på WTA-touren i januari 1998. Hon har till och med säsongen 2007 vunnit 1 tourtitel i vardera singel och dubbel och 7 titlar i singel och 3 i dubbel i ITF-arrangerade turneringar. Som bäst rankades hon som nummer 41 i singel (augusti 2005) och som nummer 59 i dubbel (juli 2007). Hon har i prispengar spelat in $1 048 037. 
Morigami vann sina första två ITF-titlar i singel 2000 i australiska turneringar (Warrnambool och Wodonga). Hon vann sedan fram till 2004 ytterligare 4 ITF-titlar, däribland Surbiton på gräs. I den finalen besegrade hon Anna Tjakvetadze med siffrorna 6-4 1-6 6-1. I maj 2007 vann Morigami sin första WTA-titel, genom att på grusunderlag i Tier IV-turneringen i Prag besegra det årets blivande finalist i Wimbledonmästerskapen, Marion Bartoli, med siffrorna 6-1 6-3. Morigami har dessutom spelat 2 finaler (båda i Cincinnati) och 3 semifinaler i WTA-turneringar.
Morigami deltog i det japanska Fed Cup-laget 2002-07. Hon har totalt spelat 20 matcher och vunnit 16 av dem. 

## Titlar
- Singel
  - 2007 - Prag, ITF/Taoyuan
  - 2004 - ITF/Surbiton
  - 2003 - ITF/Dothan
  - 2001 - ITF/Saga, ITF/Home Hill
  - 2000 - ITF/Warrnambool, ITF/Wodonga 3.
- Dubbel
  - 2006 - ITF/Prostejov
  - 2003 - Memphis (med Saori Obata)
  - 2002 - ITF/Lawrenceville
  - 2001 - ITF/Tallinn.